# 湾溪乡
湾溪乡，是中华人民共和国湖南省怀化市洪江市下辖的一个乡镇级行政单位。

## 行政区划
湾溪乡下辖以下地区：
山下垅村、堙上村、甘田印村、云峰村、双江口村、油榨岩村、花树脚村、和丰村、横溪坳村、秧田垅村、蒿菜坪村和先锋村。